# Тарасов, Дмитрий Климентьевич
Дмитрий Климентьевич Тарасов (1792—1866) — русский медик, почётный лейб-хирург, действительный член Медицинского совета, директор медицинского департамента при Министерстве внутренних дел Российской империи; тайный советник.

## Биография
Родился 26 октября (6 ноября) 1792 года в селе Тарасово, Рязанской губернии в семье священника. Учился в Рязанской духовной семинарии, которую окончил в 1810 году. Ещё на первом году богословского курса ему, ввиду отличных успехов, поручалось преподавать в начальном классе семинарии (инфиме). Покровительствовавший ему архиепископ Феоктист признал его слишком молодым для священнического сана и предложил ему сперва должность правителя дел семинарского правления и комиссии о построении нового семинарского здания, а также преподавателя латинского и греческого языков при семинарии.
Под влиянием доктора Воскресенского, бывшего в Рязани проездом из действующей армии во время Отечественной войны 1812 года, Дмитрий Tарасов решил поехать в столицу учиться медицине; но решение своё он привёл в исполнение только в январе 1815 года, когда отправился в Санкт-Петербург, а в марте того же года был принят на казённый счёт в Императорскую медико-хирургическую академию. Будучи на последнем курсе, он был назначен ординатором при профессоре, заведовавшем терапевтической клиникой. Ряд хирургических операций, иногда весьма трудных и сложных, но тем не менее вполне удачных, дали ему материал, на основании которого им была написана работа на получение звания медико-хирурга. В 1818 году он окончил курс в академии с отличием, золотой медалью, получил звание лекаря 1-го отделения медицинских и ветеринарных наук. 
Был назначен батальонным лекарем в Преображенский лейб-гвардии полк, а 28 ноября 1819 года, с сохранением первой должности, был определён правителем дел канцелярии президента Императорской медико-хирургической академии баронета Я. В. Виллие. 
С 1820 года Д. К. Tарасов вместе с Императорским двором в течение шести лет путешествовал по Российской империи и Западной Европе. Он снискал доверие Александра І и присутствовал при его смерти в Таганроге. Последние годы жизни Александра I и его болезнь были подробно описаны Тарасовым в воспоминаниях «Записки моей жизни». 
Со смертью Александра І, служба Тарасова при дворе ЕИВ окончилась, что было вызвано отчасти разногласиями его с баронетом Яковом Васильевичем Виллие, и он был назначен главным лекарем артиллерийского госпиталя. 
В 1827 году Тарасов был вызван бароном Иваном Ивановичем Дибичем в Грузию. Здесь генерал И. Ф. Паскевич предложил ему должность штаб-лекаря отдельного кавказского корпуса, но Тарасов не принял этого предложения «ввиду особенного рода обхождения генерала Паскевича с подчиненными», как объясняет он в своих «Записках». В конце того же года Тарасов вследствие придирок к нему со стороны Виллие перешел из военного ведомства в гражданское и занял пост генерального штаб-лекаря по гражданской части. 
В 1829 году за службу при Александре І он награжден был званием почетного лейб-хирурга. 
С 1830 года Тарасов состоял членом Императорского человеколюбивого общества. 
За борьбу с эпидемией холеры Дмитрий Климентьевич Тарасов был в 1831 году в статские советники. 
В августе 1836 года Тарасов был назначен исправляющим должность директора военно-медицинского департамента, и 20 января 1839 года Императорская медико-хирургическая академия признала его в степени доктора медицины honoris causa. 
В сентябре 1846 года Тарасов по прошению уволен был от управления военно-медицинским департаментом, с назначением членом медицинского учёного комитета, а позднее также членом медицинского совета при министерстве внутренних дел Российской империи. 
В своё время он был известен в медицинских кругах прежде всего как опытный хирург-практик; 20 апреля 1866 года петербургскими врачами был отпразднован 50-летний юбилей его медицинской службы; к этому же дню Тарасов был награждён орденом Святого Владимира 2-й степени и чином тайного советника. Менее, чем через два месяца, 12 (24) июня 1866 года, он умер. был похоронен на Волковском православном кладбище. Здесь же была похоронена его жена, Елизавета Платоновна (21.12.1812—04.10.1894); на утраченных могилах находились бронзовые портреты-барельефы.
Тарасов вместе со Стрелковским участвовал во 2-м издании «Фармакопеи» Виллие, а также составил и издал «Энциклопедический медицинский лексикон» (СПб., 1842—1850). 
В медицинских журналах он поместил несколько статей с описанием редких в медицинской практике случаев; среди них, например, следующие: «Операция брюха» («Друг здоровья», 1836, № 36 и 39), «Два случая укушения людей птицами» («Протоколы петербургского общества русских врачей», 1856, стр. 43) и «Тифозная горячка у трехлетнего мальчика» («Протоколы петербургского общества русских врачей», 1858—1859, стр. 223).